# Luchthaven Gardabya
Luchthaven Gardabya (IATA:SRX, ICAO: HLGD) is een luchthaven voor regionaal vervoer in de Libische plaats Sirte.
Er worden vanaf hier de volgende vluchten aangeboden:
- Air Libya Tibesti: Tripoli
- Libyan Airlines: Tripoli